# احمد ریحان
احمد ریحان (زاده خرداد ۱۳۴۴ اصفهان) عکاس و مؤلف است.
استاد احمد ریحان هم‌اکنون در استودیو شخصی خود مشغول فعالیت در ژانرهای مختلف عکاسی است و به انگیزهٔ انتقال داده‌هایش به نسل جوان در سال ۱۳۹۰ آکادمی خود را تأسیس و مشغول آموزش هنر نورپردازی و عکاسی پرتره به علاقه‌مندان می‌باشد .

## جوایز
- نفر اول جشنواره عکس آساهی شیمبون ژاپن و کسب مدال طلای جشنواره[۱]
- نفر اول خاورمیانه جشنواره عکس اطریش و کسب مدال طلای جشنواره (قطر – آل ثانی)[۲]
- برنده دو مدال طلا از جشنواره معتبر ادینبورگ[۳]
- دریافت کاپ افتخار به عنوان نفر برتر جشنواره عکس کالیفرنیا

وی عضو انجمن عکاسان آمریکا PSA، عضو انجمن عکاسان ایران و عضو دائمی دراسیون جهانی هنر عکاسی (FIAP) می‌باشد و تا کنون در چندین نمایشگاه داخلی و خارجی به صورت انفرادی و گروهی شرکت داشته‌است.

### نمایشگاه‌ها
- نمایشگاه گروهی عکس قطر-هتل شرایتون
- نمایشگاه گروهی عکس ژاپن توکیو، برج کانن
- نمایشگاه آثار در لس‌آنجلس، گالری سیحون
- نگارخانه سایه اصفهان
- خانه هنرمندان اصفهان
- کتابخانه مرکزی دانشگاه اصفهان
- دانشگاه آزاد اسلامی واحد خوراسگان
- نمایشگاه انفرادی عکس پرتره در دبی
- نمایشگاه انفرادی عکس اندیشه‌های سرگردان خانه نقش اصفهان
- نمایشگاه عکس جام هستی گالری آرته اصفهان[۶]

### تالیفات
دو کتاب اندیشه‌های سرگردان که ترکیبی از عکس و شعر و دیگری بنام سایه‌های ناب که حاصل سال‌ها پرتره نگاری از مفاخر فرهنگی ایران و بخصوص اصفهان می‌باشد، از جمله تألیفات وی بوده‌است.
کتاب سوم وی به نام نسل بی تکرار منتشر گردید.